# Liste des épisodes de Les Monstres en moi
Cet article est une liste d'épisodes de l'émission télévisée d'Animal Planet Les Monstres en moi. L'émission se compose de 75 épisodes répartis sur huit saisons.

## Panorama des saisons
| Saison | Saison | Épisodes | États-Unis        | États-Unis       | France          | France            |
| Saison | Saison | Épisodes | Début de saison   | Fin de saison    | Début de saison | Fin de saison     |
| ------ | ------ | -------- | ----------------- | ---------------- | --------------- | ----------------- |
|        | 1      | 6        | 1er juillet 2009  | 5 août 2009      | À venir         | À venir           |
|        | 2      | 10       | 9 juin 2010       | 25 août 2010     | À venir         | À venir           |
|        | 3      | 10       | 5 octobre 2012    | 7 décembre 2012  | À venir         | À venir           |
|        | 4      | 10       | 30 septembre 2013 | 18 décembre 2013 | À venir         | À venir           |
|        | 5      | 10       | 9 octobre 2014    | 18 décembre 2014 | 24 juillet 2015 | 26 septembre 2015 |
|        | 6      | 10       | 29 octobre 2015   | 22 décembre 2015 | 2 avril 2016    | 4 juin 2016       |
|        | 7      | 7        | 6 octobre 2016    | 15 décembre 2016 | 5 mai 2017      | 16 juin 2017      |
|        | 8      | 12       | 15 octobre 2017   | 17 décembre 2017 | 13 avril 2018   | 29 juin 2018      |

## Saison 1 (2009)
| No. de série | No. de saison | Titres (français & original)               | Première diffusion | Première diffusion | Code prod. |
| --- | ------------- | ------------------------------------------ | ------------------ | ------------------ | ---------- |
| 1 | 1             | Cellules dormantes Sleeper Cells           | 1er juillet 2009   | NC                 | 101        |
| Le cerveau d'un nourrisson est mangé par le ver rond du raton laveur ; un homme contracte une filariose lymphatique à partir d'un parasite qu'il a contracté il y a 40 ans ; un père découvre qu'il a des schistosomes parasites dans son cerveau. |               |                                            |                    |                    |            |
| 2 | 2             | Irruption Outbreak                         | 8 juillet 2009     | NC                 | 102        |
| Douze étudiants en médecine reviennent de Jamaïque avec le parasite mortel rat pulmonaire dans leur cerveau ; le parasite cryptosporidium infecte l'usine d'eau du sud de Milwaukee en 1993 et provoque la pire épidémie parasitaire aux États-Unis ; un homme et beaucoup d'autres au Texas sont atteints de leishmaniose, mais ils n'ont jamais quitté le pays. |               |                                            |                    |                    |            |
| 3 | 3             | Obsédés sexuels Sex Maniacs                | 15 juillet 2009    | NC                 | 103        |
| Un homme découvre qu'il a une larve botfly vivant dans sa tête; un homme crache du sang après avoir contracté la douve pulmonaire paragonimus kellicotti ; une femme découvre qu'elle a ramené à la maison des punaises de lit d'un hôtel. |               |                                            |                    |                    |            |
| 4 | 4             | Maîtres du déguisement Masters of Disguise | 22 juillet 2009    | NC                 | 104        |
| Une adolescente a un parasite acanthamoeba vivant dans son globe oculaire ; un médecin tombe malade des parasites strongyloides qu'il contracte il y a 60 ans ; un coureur contracte une babésiose. |               |                                            |                    |                    |            |
| 5 | 5             | Pirates Hijackers                          | 29 juillet 2009    | NC                 | 106        |
| Un garçon de quatre ans a des vers toxocara qui lui rongent l'œil ; un garçon de 11 ans contracte l'amibe mangeuse de cerveau naegleria fowleri après avoir fait du wakeboard sur un lac ; un voyageur contracte la trypanosomiase humaine africaine alors qu'il se trouve en Afrique.                                                                            |               |                                            |                    |                    |            |
| 6 | 6             | Vivre avec l'ennemi Living with the Enemy  | 5 août 2009        | NC                 | 105        |
| Une femme découvre qu'elle a le parasite ténia du porc vivant dans son cerveau ; un garçon est aveuglé de l'œil droit par toxoplasma gondii, et à l'âge adulte, il revient attaquer son œil gauche ; une femme combat la maladie parasitaire mortelle paludisme.                                                                                                  |               |                                            |                    |                    |            |

## Saison 2 (2010)
| No. de série | No. de saison | Titres (français & original)                 | Première diffusion | Première diffusion | Code prod. |
| --- | ------------- | -------------------------------------------- | ------------------ | ------------------ | ---------- |
| 7 | 1             | Assaillants suicide Suicide Attackers        | 9 juin 2010        | NC                 | 202        |
| Un professeur de danse est terrassé par des crampes d'estomac et des vomissements par le parasite Anisakis simplex ; un homme fait une crise de ténia du porc pendant ses vacances ; un scientifique découvre qu'il a onchocercose. |               |                                              |                    |                    |            |
| 8 | 2             | Frénésie de nourriture Feeding Frenzy        | 16 juin 2010       | NC                 | 203        |
| Le foie d'un enseignant est attaqué par le parasite entamoeba histolytica ; un danseur développe des éruptions cutanées irritantes à cause du parasite trichinella spiralis ; un retraité souffrant de démangeaisons constantes découvre qu'il a la gale.                                                                                            |               |                                              |                    |                    |            |
| 9 | 3             | Assassins au sang froid Cold-Blooded Killers | 23 juin 2010       | NC                 | 201        |
| Un prodige du hockey de neuf ans tombe dans un coma mortel après que le parasite mortel acanthamoeba ait attaqué son cerveau ; un programmeur informatique perd le contrôle de son esprit à cause du paludisme ; un marathon développe la leishmaniose.                                                                                              |               |                                              |                    |                    |            |
| 10 | 4             | Rôdeurs Lurkers                              | 7 juillet 2010     | NC                 | 204        |
| Les vomissements et la perte de poids d'une petite fille sont causés par le parasite cryptosporidium ; le cerveau d'un pompier est rongé par l'amibe mortelle balamuthia mandrillaris ; une adolescente découvre que le parasite taenia crassiceps vit dans son œil.                                                                                 |               |                                              |                    |                    |            |
| 11 | 5             | Mangeurs de chair Flesh Eaters               | 14 juillet 2010    | NC                 | 205        |
| Un étudiant développe une plaie au bras à cause de la leishmaniose ; une bénévole d'un refuge pour animaux reçoit un ankylostome du chat logé dans sa poitrine après avoir reçu une égratignure d'un chaton ; un couple développe une série d'éruptions cutanées à partir de gnathostoma.                                                            |               |                                              |                    |                    |            |
| 12 | 6             | Passagers clandestins Stowaways              | 28 juillet 2010    | NC                 | 207        |
| Un charpentier contracte une toux sévère et des difficultés respiratoires après avoir été infecté par la douve pulmonaire japonaise, paragonimus westermani ; une cycliste découvre qu'elle a attrapé des parasites schistosoma haematobium en Afrique ; un ancien combattant découvre qu'il a ramené chez lui des vers ascaris lumbricoides en lui. |               |                                              |                    |                    |            |
| 13 | 7             | Reproducteurs Breeders                       | 4 août 2010        | NC                 | 206        |
| Un adolescent découvre qu'un asticot vit dans son œil ; un travailleur de la construction est laissé dans une douleur intense à cause du ténia parasite echinococcus granulosus ; une jeune fille souffre de crampes d'estomac débilitantes à cause de la giardia lamblia.                                                                           |               |                                              |                    |                    |            |
| 14 | 8             | Agents double Double Agents                  | 11 août 2010       | NC                 | 208        |
| Un volontaire du Peace Corps en poste au Népal découvre qu'il a une sangsue vivant dans son nez ; un homme se rend au Cameroun et s'infecte avec des ankylostomes parasites pour soulager ses allergies débilitantes ; une petite fille découvre qu'un asticot vit dans son pied.                                                                    |               |                                              |                    |                    |            |
| 15 | 9             | Elevés à la maison Homegrown Enemies         | 18 août 2010       | NC                 | 209        |
| Un homme qui s'occupe de sa mère tombe malade de la babésiose ; un collecteur de fonds politique souffre d'une série de symptômes de toxocara ; une mère est infectée par des parasites strongyloides. |               |                                              |                    |                    |            |
| 16 | 10            | Les métamorphes Shape Shifters               | 25 août 2010       | NC                 | 210        |
| Une petite fille souffre d'une crise dévastatrice à cause d'un ténia du porc logé dans son cerveau ; la vision d'un ouvrier d'usine est menacée par le ver rond du raton laveur ; un groupe de médecins développent des symptômes gastro-intestinaux à partir de cyclospora cayetanensis.                                                            |               |                                              |                    |                    |            |

## Saison 3 (2012)
| No. de série | No. de saison | Titres (français & original)                                                           | Première diffusion | Première diffusion | Code prod. |
| --- | ------------- | -------------------------------------------------------------------------------------- | ------------------ | ------------------ | ---------- |
| 17 | 1             | Mon enfant mange uniquement de la nourriture pour chat My Child Will Only Eat Cat Food | 5 octobre 2012     | NC                 | 306        |
| Une fillette de trois ans développe des envies inhabituelles de sel et de nourriture pour chat à partir de toxocara ; le côlon d'un dirigeant d'entreprise est endommagé par le E. coli bactéries ; un couple voyageant à New York tombe malade de la peste bubonique. |               |                                                                                        |                    |                    |            |
| 18 | 2             | Quelque chose dévore mon fils de l'intérieur Something's Eating My Son Inside Out      | 12 octobre 2012    | NC                 | 305        |
| La chair d'un adolescent commence à pourrir après qu'il a contracté la bactérie Chromobacterium violaceum d'un lac ; les implants mammaires d'un modèle sont contaminés par des champignons aspergillus ; le champignon blastomyces dermatitidis menace d'asphyxier un jeune étudiant. |               |                                                                                        |                    |                    |            |
| 19 | 3             | Mon parasite dévoreur de visage My Face-Eating Parasite                                | 19 octobre 2012    | NC                 | 304        |
| Un voyageur aventureux rentre chez lui avec la leishmaniose ; un jeune homme contracte la fièvre par morsure de rat ; la vie d'un athlète de douze ans est menacée par la fièvre de la vallée. |               |                                                                                        |                    |                    |            |
| 20 | 4             | Ma fille perd la tête My Daughter Is Losing Her Mind                                   | 26 octobre 2012    | NC                 | 301        |
| Une jeune femme souffre d'hallucinations bizarres à cause d'un tératome qui pousse sur ses ovaires ; les muscles d'un jeune garçon se déchirent après avoir contracté une myosite virale avec rhabdomyolyse ; un plombier perd près de cinquante livres à cause du parasite blastocystis hominis.                                                                                                |               |                                                                                        |                    |                    |            |
| 21 | 5             | Rêves dévorés Something's Eating My Dreams                                             | 2 novembre 2012    | NC                 | 308        |
| La main d'une adolescente est infectée par mycobacterium marinum ; les symptômes débilitants d'un homme après avoir accidentellement inhalé une tablette de canette le rendent fou; un homme tombe dans le coma après avoir contracté le parasite ver du poumon du rat. |               |                                                                                        |                    |                    |            |
| 22 | 6             | Un monstre s'empare de mon bébé A Monster's Taking My Baby                             | 9 novembre 2012    | NC                 | 302        |
| Le bébé à naître d'une enseignante enceinte est menacé par le parasite cryptosporidium ; les difficultés respiratoires d'un homme âgé sont causées par un pois qui pousse dans son poumon; un chauffeur de camion découvre un parasite ténia du porc vivant dans son œil. |               |                                                                                        |                    |                    |            |
| 23 | 7             | Je crache des vers ! I Coughed Up Worms!                                               | 16 novembre 2012   | NC                 | 303        |
| Une femme enceinte tombe dangereusement malade après avoir contracté la bactérie mortelle acinetobacter baumannii ; un étudiant crache des vers ascaris vivants ; une adolescente contracte une maladie qui la tue tragiquement, et ce n'est qu'après sa mort qu'on découvre qu'elle avait la rage.                                                                                              |               |                                                                                        |                    |                    |            |
| 24 | 8             | Mon cerveau a été piraté My Brain Has Been Hijacked                                    | 23 novembre 2012   | NC                 | 309        |
| L'œsophage d'un nourrisson est gravement endommagé après avoir avalé une pile bouton ; le cerveau d'un étudiant universitaire est infecté par la bactérie streptococcus milleri ; une jeune femme rentre chez elle après des vacances à Key West avec la dengue. |               |                                                                                        |                    |                    |            |
| 25 | 9             | Qu'avez-vous laissé en moi ? You Left What Inside Me?                                  | 30 novembre 2012   | NC                 | 310        |
| Une fillette de deux ans contracte de fortes fièvres et des éruptions cutanées dues à la méningite à méningocoque ; un homme découvre que des médecins ont accidentellement laissé derrière lui un écarteur chirurgical à l'intérieur de lui lors d'une intervention chirurgicale précédente; le cerveau d'un joueur de baseball de sept ans est attaqué par l'amibe mortelle naegleria fowleri. |               |                                                                                        |                    |                    |            |
| 26 | 10            | Un tueur dans mon cou Killer in My Neck                                                | 7 décembre 2012    | NC                 | 307        |
| Un jeune homme contracte le syndrome de Lemierre, entraînant la fermeture de ses organes ; une adolescente souffre depuis des années de fatigue et de douleurs musculaires à cause de la maladie de Lyme et de la babésiose ; une femme découvre que deux éponges chirurgicales ont été laissées à l'intérieur de ses seins lors d'une intervention chirurgicale antérieure.                     |               |                                                                                        |                    |                    |            |

## Saison 4 (2013)
| No. de série | No. de saison | Titres (français & original)                              | Première diffusion | Première diffusion | Code prod. |
| --- | ------------- | --------------------------------------------------------- | ------------------ | ------------------ | ---------- |
| 27 | 1             | Monstre mangeur de chair The Flesh-eating Monster         | 30 septembre 2013  | NC                 | 401        |
| Un enfant de sept ans contracte la mortelle peste bubonique ; une jeune femme en forme et active contracte une fasciite nécrosante dans la gorge ; un champion de lutte voyageant à Hawaï est infecté par le parasite rat pulmonaire. |               |                                                           |                    |                    |            |
| 28 | 2             | Un ver dans l'oeil There's a Worm in My Eye               | 7 octobre 2013     | NC                 | 404        |
| Un tout-petit avale accidentellement huit billes magnétiques, qui endommagent gravement ses intestins ; une ballerine adolescente souffre depuis plusieurs années de maux de tête sans fin et de faiblesse musculaire à cause du virus du Nil occidental ; un prédicateur contracte une infection oculaire intrigante à cause de loa loa vers.                    |               |                                                           |                    |                    |            |
| 29 | 3             | Les membres ou la vie Choosing Between Life and Limb      | 11 octobre 2013    | NC                 | 405        |
| Un directeur de banque perd ses membres après avoir contracté la maladie du légionnaire ; un enfant de huit ans contracte la rage, une maladie qui est presque toujours mortelle, mais qui survit étonnamment ; un étudiant de première année contracte une maladie mangeuse de globes oculaires appelée kératite à acanthamoeba.                                 |               |                                                           |                    |                    |            |
| 30 | 4             | Le mal inconnu It Came from a Tick...                     | 18 octobre 2013    | NC                 | 402        |
| Une petite fille développe une mystérieuse bosse sur son cou à cause d'une maladie transmise par les tiques appelée tularémie ; une mère de deux enfants souffre de douleurs abdominales constantes depuis quatre ans à cause de la douve du foie fasciola hepatica ; un enfant de cinq ans est paralysé par une maladie rare appelée syndrome de Guillain-Barré. |               |                                                           |                    |                    |            |
| 31 | 5             | Mon mari a des hallucinations My Husband Is Hallucinating | 25 octobre 2013    | NC                 | 403        |
| Un jeune garçon est terrassé par la méningite à méningocoque ; un ouvrier d'une plate-forme pétrolière a des hallucinations après avoir été infecté par le parasite trichinella spiralis ; une reine du concours découvre qu'un emballage nasal a été laissé à l'intérieur de son nez après avoir subi une intervention chirurgicale précédente.                  |               |                                                           |                    |                    |            |
| 32 | 6             | Nausées africaines Dying Abroad                           | 11 décembre 2013   | NC                 | 407        |
| Un jeune volontaire du Peace Corps est pris de nausées et de vomissements après avoir contracté entamoeba histolytica alors qu'il se trouvait au Burkina Faso ; une mère est presque étouffée par le syndrome pulmonaire à hantavirus ; le cerveau d'un petit garçon est attaqué par le parasite mortel baylisascaris procyonis.                                  |               |                                                           |                    |                    |            |
| 33 | 7             | Rongé par des vers Maggots Are Eating Me                  | 11 décembre 2013   | NC                 | 408        |
| Un adolescent combat la maladie fongique mortelle zygomycose après avoir été blessé dans une tornade catastrophique ; un jeune couple attrape des asticots tumbu fly dans la peau lors d'un safari en Afrique ; un père devient mystérieusement agressif lorsque le champignon cryptococcus neoformans attaque son cerveau.                                       |               |                                                           |                    |                    |            |
| 34 | 8             | Un plongeon fatal A Deadly Swim                           | 18 décembre 2013   | NC                 | 409        |
| Un adolescent avale accidentellement un poil métallique d'un gril et subit des vomissements et une perte de poids; une adolescente se bat pour sa vie lorsque son cerveau est attaqué par l'amibe naegleria fowleri ; un peintre industriel lutte pour chaque respiration après avoir contracté une blastomycose.                                                 |               |                                                           |                    |                    |            |
| 35 | 9             | Un Noël d'enfer My Christmas from Hell                    | 18 décembre 2013   | NC                 | 406        |
| Une jeune femme rentre chez elle avec son mari après une aventure de globe-trotter pour découvrir une larve botfly vivant dans sa tête; la bactérie streptococcus viridans attaque un jeune homme en bonne santé à Noël ; un photographe est terrassé par la fièvre de la vallée juste avant les vacances.                                                        |               |                                                           |                    |                    |            |
| 36 | 10            | J'ai failli tuer mon bébé I Almost Killed My Baby         | 18 décembre 2013   | NC                 | 410        |
| Le cerveau d'un nouveau-né est attaqué et les médecins découvrent que sa mère lui a transmis le parasite toxoplasma gondii ; un garçon de onze ans est affaibli par l'encéphalite équine orientale ; les poumons d'un fermier de dix-huit ans sont infectés par paragonimus kellicotti.                                                                           |               |                                                           |                    |                    |            |

## Saison 5 (2014)
| No. de série | No. de saison | Titres (français & original)                     | Première diffusion | Première diffusion | Code prod. |
| --- | ------------- | ------------------------------------------------ | ------------------ | ------------------ | ---------- |
| 37 | 1             | Ma fille perd la tête My Daughter's Going Crazy  | 9 octobre 2014     | 24 juillet 2015    | 501        |
| Une adolescente est frappée par des sautes d'humeur et un comportement inhabituel à cause d'un tératome qui pousse sur ses ovaires ; le bras d'une mère est mangé vivant par la bactérie mortelle vibrio vulnificus ; une femme rentre chez elle après une émission de téléréalité aux Fidji et découvre qu'elle a attrapé le parasite rat pulmonaire.                                                                                        |               |                                                  |                    |                    |            |
| 38 | 2             | Attaque virale West Nile Attack!                 | 16 octobre 2014    | 31 juillet 2015    | 502        |
| Un garçon de six ans est terrassé par la fièvre de la vallée ; un père est frappé d'incapacité par le virus du Nil occidental ; un journaliste contracte entamoeba histolytica alors qu'il travaillait en Guinée-Bissau. |               |                                                  |                    |                    |            |
| 39 | 3             | Dangers très proches A Menace in My Own Backyard | 23 octobre 2014    | 7 août 2015        | 503        |
| Un ouvrier du bâtiment athlétique souffre de crises dévastatrices d'encéphalite équine orientale ; un dur à cuire autoproclamé souffre après avoir accidentellement avalé un poil de brosse à gril; une pom-pom girl adolescente contracte la maladie oculaire parasitaire kératite à acanthamoeba. |               |                                                  |                    |                    |            |
| 40 | 4             | Le meurtrier du lac The Killer in the Lake       | 6 novembre 2014    | 21 août 2015       | 505        |
| Un entrepreneur développe de mystérieux maux de tête, mais ne sait pas qu'il s'est accidentellement enfoncé un clou dans le cerveau pendant son travail. un joueur de football prometteur est affaibli par les champignons aspergillus qui envahissent ses sinus ; un jeune garçon contracte une maladie mortelle qui, seulement après sa mort, est découverte comme étant causée par l'amibe mangeuse de cerveau mortelle naegleria fowleri. |               |                                                  |                    |                    |            |
| 41 | 5             | Ver invasif There's a Worm Crawling In My What?  | 13 novembre 2014   | 28 août 2015       | 506        |
| Une voyageuse passionnée de sciences rentre chez elle après un voyage au Belize avec une larve de botfly dans la jambe ; un jeune homme passionné de jeux vidéo a du mal à respirer à cause de l'histoplasmose ; le mal de gorge d'une adolescente devient mortel après avoir contracté le syndrome de Lemierre. |               |                                                  |                    |                    |            |
| 42 | 6             | Parasites vampires Vampire Parasites Attack      | 20 novembre 2014   | 5 septembre 2015   | 507        |
| Un ancien combattant est terrassé par la babésiose ; un tout-petit contracte une infection mortelle causée par le E. coli bactéries ; les implants mammaires contaminés par l'aspergillus d'une jeune femme la laissent affaiblie. |               |                                                  |                    |                    |            |
| 43 | 7             | Noël à l'hôpital A Holiday in the Hospital       | 4 décembre 2014    | 14 août 2015       | 504        |
| Une femme développe des douleurs lancinantes dans les yeux vers Noël à cause de dirofilaria immitis ; après avoir subi une intervention chirurgicale pour une diverticulite, un homme reste accroché à la vie lorsqu'une éponge chirurgicale est oubliée par erreur; une grand-mère est hospitalisée pour les vacances à cause d'une infection causée par strongyloides.                                                                      |               |                                                  |                    |                    |            |
| 44 | 8             | Mon corps en putréfaction My Body Is Rotting     | 11 décembre 2014   | 12 septembre 2015  | 508        |
| Une adolescente est mise en quarantaine et on découvre plus tard qu'elle souffre d'une infection pulmonaire causée par le cryptococcus gattii ; une morsure venimeuse d'une araignée recluse brune laisse une femme se battre pour sa vie; une organisatrice de jeunesse religieuse découvre que des vers loa loa se trouvent dans son corps depuis plusieurs années.                                                                         |               |                                                  |                    |                    |            |
| 45 | 9             | Attaque cérébrale The Brain Colonizer            | 11 décembre 2014   | 26 septembre 2015  | 510        |
| Un petit garçon avale une pile bouton et se bat pour sa vie; une étudiante découvre qu'un parasite ténia du porc vit dans son cerveau ; une fillette de six ans contracte de fortes fièvres et de mystérieuses éruptions cutanées dues à la fièvre pourprée des montagnes Rocheuses. |               |                                                  |                    |                    |            |
| 46 | 10            | Une odeur de mort I Smell Like Death             | 18 décembre 2014   | 19 septembre 2015  | 509        |
| Un homme contracte une fasciite nécrosante dans la gorge après que sa dent se soit infectée ; une femme découvre que la maladie de Lyme est la cause de ses années de symptômes douloureux ; un jeune garçon est attaqué par le parasite cryptosporidium. |               |                                                  |                    |                    |            |

## Saison 6 (2015)
| No. de série | No. de saison | Titres (français & original)                                                | Première diffusion | Première diffusion | Code prod. |
| --- | ------------- | --------------------------------------------------------------------------- | ------------------ | ------------------ | ---------- |
| 47 | 1             | Quelque chose vit dans mon genou There's Something Living in My Knee!?      | 29 octobre 2015    | 16 avril 2016      | 603        |
| Un enfant de quatre ans est victime d'une épidémie de enterovirus D68 ; un jeune garçon découvre qu'une coquille d'escargot vit dans son genou ; on découvre qu'un étudiant amateur de voyages est atteint du paludisme. |               |                                                                             |                    |                    |            |
| 48 | 2             | Mon fils a la lèpre Help! My Son is a Leper                                 | 29 octobre 2015    | 23 avril 2016      | 604        |
| Un marathonien revient du Nicaragua avec le parasite mortel entamoeba histolytica ; un adolescent développe des plaies suintantes à cause de la lèpre ; le cerveau d'une femme est attaqué par le champignon exserohilum rostratum.                                                                                                 |               |                                                                             |                    |                    |            |
| 49 | 3             | Mes vacances en enfer My Vacation From Hell                                 | 5 novembre 2015    | 9 avril 2016       | 602        |
| La jambe d'un homme est infectée par la bactérie vibrio vulnificus ; une fillette de sept ans devient suicidaire après que des bactéries streptocoques aient envahi son cerveau ; les crampes d'estomac d'une femme sont causées par giardia lamblia.                                                                               |               |                                                                             |                    |                    |            |
| 50 | 4             | Des champignons dans ma quoi ? There's a Fungus in My What!?!               | 5 novembre 2015    | 2 avril 2016       | 601        |
| Un couple achète la maison de ses rêves, mais est rapidement infecté par des champignons aspergillus, ce qui entraîne une série de symptômes mystérieux ; un homme est infecté par la leishmaniose viscérale et perd sa rate ; un jeune garçon contracte la fièvre par morsure de rat.                                              |               |                                                                             |                    |                    |            |
| 51 | 5             | Des vers dévorent mes poumons Worms Are Eating My Lungs                     | 12 novembre 2015   | 7 mai 2016         | 606        |
| Un tout-petit avale accidentellement une pile bouton et reste accroché à la vie ; un paysagiste développe de graves problèmes de toux à cause de paragonimus kellicotti ; un jeune boxeur est aveuglé par la fièvre des griffes du chat.                                                                                            |               |                                                                             |                    |                    |            |
| 52 | 6             | Une amibe dévore mon cerveau An Amoeba is Eating My Brain                   | 19 novembre 2015   | 4 juin 2016        | 610        |
| Une petite fille se tord de douleur à cause d'une piqûre de scorpion venimeux; un neuropsychiatre les organes sont fermés par la leptospirose ; on découvre que les maux de tête et les problèmes cérébraux d'une jeune femme sont causés par balamuthia mandrillaris.                                                              |               |                                                                             |                    |                    |            |
| 53 | 7             | Le mangeur de globe oculaire The Eyeball Eater                              | 3 décembre 2015    | 14 mai 2016        | 607        |
| Une étudiante contracte une kératite à acanthamoeba dans son globe oculaire ; un nourrisson reste paralysé par une infection appelée botulisme infantile ; une mère donne naissance à un nouveau-né, mais découvre plus tard qu'une éponge chirurgicale a été laissée accidentellement.                                             |               |                                                                             |                    |                    |            |
| 54 | 8             | Le tueur de jardin The Backyard Killer                                      | 10 décembre 2015   | 21 mai 2016        | 608        |
| Les poumons d'un adolescent sont atteints de la maladie mortelle syndrome pulmonaire à hantavirus ; un entraîneur personnel est affaibli par la toxine gambierdiscus toxicus ; une jeune femme se bat pour sa vie à cause de la maladie parasitaire babésiose.                                                                      |               |                                                                             |                    |                    |            |
| 55 | 9             | Une opération du cerveau pour Noël All I Got For Christmas Is Brain Surgery | 17 décembre 2015   | 30 avril 2016      | 605        |
| On découvre qu'un bébé né à Noël a été infecté par le cytomégalovirus in utero, qui attaque son cerveau ; la Hanukkah d'une femme est bouleversée lorsque le ténia mortel echinococcus granulosus l'attaque ; Thanksgiving et Noël d'un instituteur sont gâchés par des convulsions causées par le parasite ténia du porc.          |               |                                                                             |                    |                    |            |
| 56 | 10            | On a volé mon globe oculaire They Hijacked My Eyeball                       | 22 décembre 2015   | 28 mai 2016        | 609        |
| La jambe d'un adolescent est infectée par la bactérie staphylococcus aureus, provoquant une fasciite nécrosante ; un couple souffre d'une série de symptômes avant de découvrir qu'il souffrait d'un empoisonnement léger au monoxyde de carbone ; le globe oculaire d'une fillette de huit ans est détourné par des vers toxocara. |               |                                                                             |                    |                    |            |

## Saison 7 (2016)
| No. de série | No. de saison | Titres (français & original)                                        | Première diffusion | Première diffusion | Code prod. |
| --- | ------------- | ------------------------------------------------------------------- | ------------------ | ------------------ | ---------- |
| 57 | 1             | Tueurs qui rôdent Backyard Killers                                  | 6 octobre 2016     | 9 juin 2017        | 706        |
| Cet épisode présente trois cas d'épisodes précédents avec des anecdotes supplémentaires à l'écran (Un plongeon fatal) ; un adolescent avec un poil de brosse à griller dans les intestins (Mon fils a la lèpre) ; un autre adolescent atteint de lèpre ; et une adolescente dont les poumons ont été infectés par le champignon cryptococcus gattii (Mon corps en putréfaction).                                                                                        |               |                                                                     |                    |                    |            |
| 58 | 2             | J'ai quoi dans mon quoi ? I Have a WHAT in My WHAT?                 | 13 octobre 2016    | 5 mai 2017         | 701        |
| Un nourrisson se bat pour sa vie après avoir été infecté par le botulisme infantile ; un homme découvre qu'il a une larve de botfly au dernier endroit qu'il voudrait ; une femme est laissée impuissante et affaiblie avant de découvrir que ses implants mammaires abritaient les champignons aspergillus. |               |                                                                     |                    |                    |            |
| 59 | 3             | Quelque chose vit dans ma main There's Something Living in My Hand! | 20 octobre 2016    | 12 mai 2017        | 702        |
| Un adolescent footballeur est hospitalisé pour une infection causée par le streptocoque du groupe A ; le globe oculaire d'une mère est dévoré par des parasites acanthamoeba ; un capitaine de quai de marina découvre qu'une balane vit sur sa main. |               |                                                                     |                    |                    |            |
| 60 | 4             | Ma femme est en décomposition My Wife is Rotting                    | 27 octobre 2016    | 19 mai 2017        | 703        |
| La vie d'une petite fille est menacée après avoir été infectée par la toxine abrin ; une mère contracte la maladie fongique mortelle fièvre de la vallée ; le cerveau d'un garçon de six ans est détourné par l'amibe mortelle balamuthia mandrillaris. |               |                                                                     |                    |                    |            |
| 61 | 5             | Les mains m'en tombent My Hands Are Falling Off                     | 3 novembre 2016    | 26 mai 2017        | 704        |
| Une femme avale accidentellement un poil de brosse à gril qui se loge dans sa gorge ; le bras d'un voyageur est infecté par la leishmaniose cutanée ; une adolescente souffre de mystérieux étourdissements à cause de la fièvre du lapin. |               |                                                                     |                    |                    |            |
| 62 | 6             | Mon jumeau diabolique me rend fou My Evil Twin is Driving Me Crazy  | 10 novembre 2016   | 2 juin 2017        | 705        |
| Un garçon de quatre ans met une pile bouton dans son nez et souffre de douleurs invalidantes ; la jambe d'une jeune femme est infectée par la bactérie aeromonas hydrophila ; une femme est poussée à la folie par un tératome qui pousse sur ses ovaires. |               |                                                                     |                    |                    |            |
| 63 | 7             | Vacances d'enfer Holiday from Hell                                  | 15 décembre 2016   | 16 juin 2017       | 707        |
| Cet épisode, comme Tueurs qui rôdent, présente trois cas passés avec des anecdotes à l'écran, cette fois-ci issus d'épisodes de Noël passés ; dont une fille nouveau-née infectée in utero par le cytomégalovirus (Une opération du cerveau pour Noël) ; une femme avec des vers dirofilaria immitis dans l'œil (Noël à l'hôpital) ; et un homme laissé accroché à la vie après qu'une éponge chirurgicale ait été laissée dans ses intestins (aussi Noël à l'hôpital). |               |                                                                     |                    |                    |            |

## Saison 8 (2017)
| No. de série | No. de saison | Titres (français & original)                                   | Première diffusion | Première diffusion | Code prod. |
| --- | ------------- | -------------------------------------------------------------- | ------------------ | ------------------ | ---------- |
| 64 | 1             | A l'aide ! Je suis dévorée vivante Help! I'm Being Eaten Alive | 15 octobre 2017    | 20 avril 2018      | 802        |
| Une fillette de douze ans développe des douleurs lancinantes dans son cuir chevelu à cause d'une infestation de Vers à vis du Nouveau Monde ; on découvre que les symptômes et les pertes vaginales d'une mère sont causés par une sonde chirurgicale laissée à l'intérieur d'elle; les vacances d'un homme sont bouleversées par la bactérie vibrio vulnificus.         |               |                                                                |                    |                    |            |
| 65 | 2             | Mon cerveau est attaqué My Brain Is Under Attack               | 15 octobre 2017    | 11 mai 2018        | 805        |
| Un jeune homme tombe dans le coma après que son cerveau a été infecté par un parasite ténia du porc ; le mal de gorge d'un étudiant universitaire se transforme en une infection mortelle appelée syndrome de Lemierre ; une jeune femme est affaiblie par la maladie parasitaire babésiose.                                                                             |               |                                                                |                    |                    |            |
| 66 | 3             | Mon second cerveau me tue My Second Brain Is Killing Me        | 22 octobre 2017    | 13 avril 2018      | 801        |
| L'œil d'un homme est infecté par une larve de mouche gazonnée ; une fillette de douze ans tombe dangereusement malade après que le virus entérovirus D68 a attaqué son cerveau ; le comportement erratique d'une jeune femme est causé par un tératome qui se développe sur ses ovaires.                                                                                 |               |                                                                |                    |                    |            |
| 67 | 4             | Le monstre dans ma bouche The Monster in My Mouth              | 29 octobre 2017    | 18 mai 2018        | 806        |
| Le cerveau d'un petit garçon est dévasté par le virus powassan ; un hôte biologique accueille de manière inattendue le ver rond parasite gongylonema pulchrum ; un père de famille souffre d'une infection dévastatrice à l'échelle du corps causée par strongyloides.                                                                                                   |               |                                                                |                    |                    |            |
| 68 | 5             | J'ai un asticot dans la tête There's a Maggot in My Head       | 5 novembre 2017    | 27 avril 2018      | 803        |
| Les membres d'une femme enceinte sont menacés par la bactérie streptocoque du groupe A qui contamine son sang ; on découvre que la tête d'un jeune garçon contient une larve de botfly ; un jeune homme est ravagé par la douleur par le ver rond parasite mortel angiostrongylus cantonensis.                                                                           |               |                                                                |                    |                    |            |
| 69 | 6             | Quelque chose dévore mon bébé Something Is Eating My Baby      | 12 novembre 2017   | 4 mai 2018         | 804        |
| Un jeune garçon est atteint d'un trouble appelé syndrome de Stevens-Johnson ; les années de douleurs mystérieuses d'une femme sont causées par la maladie parasitaire filariose ; le cerveau d'un tout-petit est attaqué par le ver rond parasite baylisascaris procyonis.                                                                                               |               |                                                                |                    |                    |            |
| 70 | 7             | Préparé pour la mort Braced for Death                          | 19 novembre 2017   | 25 mai 2018        | 807        |
| Les mystérieuses plaies tachetées d'une adolescente sont causées par une allergie au nickel via son appareil dentaire; un athlète est terrassé par la maladie bactérienne leptospirose ; les accès de nausées et de vomissements d'une jeune femme sont causés par le parasite entamoeba histolytica.                                                                    |               |                                                                |                    |                    |            |
| 71 | 8             | Je tousse du sang I Can't Stop Coughing Up Blood               | 26 novembre 2017   | 1er juin 2018      | 808        |
| Les poumons d'un homme sont attaqués par le parasite paragonimus kellicotti, lui faisant cracher du sang ; un jeune marié découvre qu'il a contracté le virus Zika pendant sa lune de miel ; un homme développe des douleurs abdominales lancinantes après avoir accidentellement avalé un cure-dent.                                                                    |               |                                                                |                    |                    |            |
| 72 | 9             | Le destructeur d'organes The Organ Shredder                    | 3 décembre 2017    | 8 juin 2018        | 809        |
| Un nourrisson lutte pour survivre après avoir été infecté par le botulisme infantile ; un père contracte une infection parasitaire mangeuse de globes oculaires appelée kératite à acanthamoeba ; la vésicule biliaire d'une jeune mère est attaquée par le parasite cystoisospora belli.                                                                                |               |                                                                |                    |                    |            |
| 73 | 10            | Mes poumons pourrissent My Lungs Are Rotting                   | 10 décembre 2017   | 22 juin 2018       | 811        |
| Une jeune femme développe de mystérieuses éruptions cutanées à cause du parasite toxocara ; un petit garçon est laissé en danger après avoir accidentellement avalé un sou; un homme du Midwest est frappé par la blastomycose. |               |                                                                |                    |                    |            |
| 74 | 11            | Cadeau de Noël All I Got For Christmas                         | 17 décembre 2017   | 15 juin 2018       | 810        |
| Cet épisode de Noël présente trois cas d'épisodes précédents avec des anecdotes supplémentaires à l'écran; un entrepreneur avec un clou dans le cerveau (Le meurtrier du lac); un jeune garçon avec une coquille d'escargot dans le genou (Quelque a choisi vit dans mon genou) ; et un vieil homme avec un petit pois dans le poumon (Un monstre s'empare de mon bébé). |               |                                                                |                    |                    |            |
| 75 | 12            | Des brindilles dans mon urine There Are Twigs In My Urine      | 17 décembre 2017   | 29 juin 2018       | 812        |
| Un voyageur développe une excroissance au poignet à cause de la leishmaniose cutanée ; une infirmière souffre depuis plusieurs années de symptômes débilitants, notamment de mystérieux morceaux de brindilles dans son urine, à cause de la schistosomiase ; la vie du bébé d'une gérante de magasin enceinte est mise en danger par la bactérie listeria.              |               |                                                                |                    |                    |            |